# Rondo Wojska Polskiego w Skwierzynie
Rondo Wojska Polskiego – rondo w centrum Skwierzyny, oddane do użytku w roku 2002.
Do ronda dochodzą ulice:
- od północy: ul. Mostowa – w kierunku Santoka, będąca w ciągu drogi wojewódzkiej nr 159;
- od zachodu: ul. Stefana Batorego – biegnąca w stronę węzła z drogą ekspresową S3 Skwierzyna Zachód;
- od południa: ul. Międzyrzecka – biegnąca w stronę węzła z drogą ekspresową S3 Skwierzyna Południe;
- od południowego wschodu: ul. Poznańska – biegnąca w stronę drogi krajowej nr 24.

## Historia
Do chwili oddania omijającego Skwierzynę od zachodu odcinka drogi ekspresowej S3, przez miasto przejeżdżało 20 tys. pojazdów na dobę, co powodowało tworzenie się korków sprawiających duże utrudnienia w ruchu. 5 stycznia 2011 mieszkańcy Skwierzyny i Deszczna zablokowali rondo w celu wymuszenia na Rządzie RP zmian umożliwiających rozpoczęcie budowy obwodnicy miasta w ciągu drogi ekspresowej S3.

## Otoczenie
W pobliżu znajdują się m.in.:
- pomnik Władysława Jagiełły stojący na skraju Parku Jagiełły, odsłonięty 21 lipca 1970;
- wieża ciśnień przy ul. Poznańskiej, zbudowana w latach 30. XX wieku, w znacznym stopniu uszkodzona w czasie walk w 1945[4], odremontowana w 1979;
- Zespół Szkół Technicznych im. Stanisława Lema.

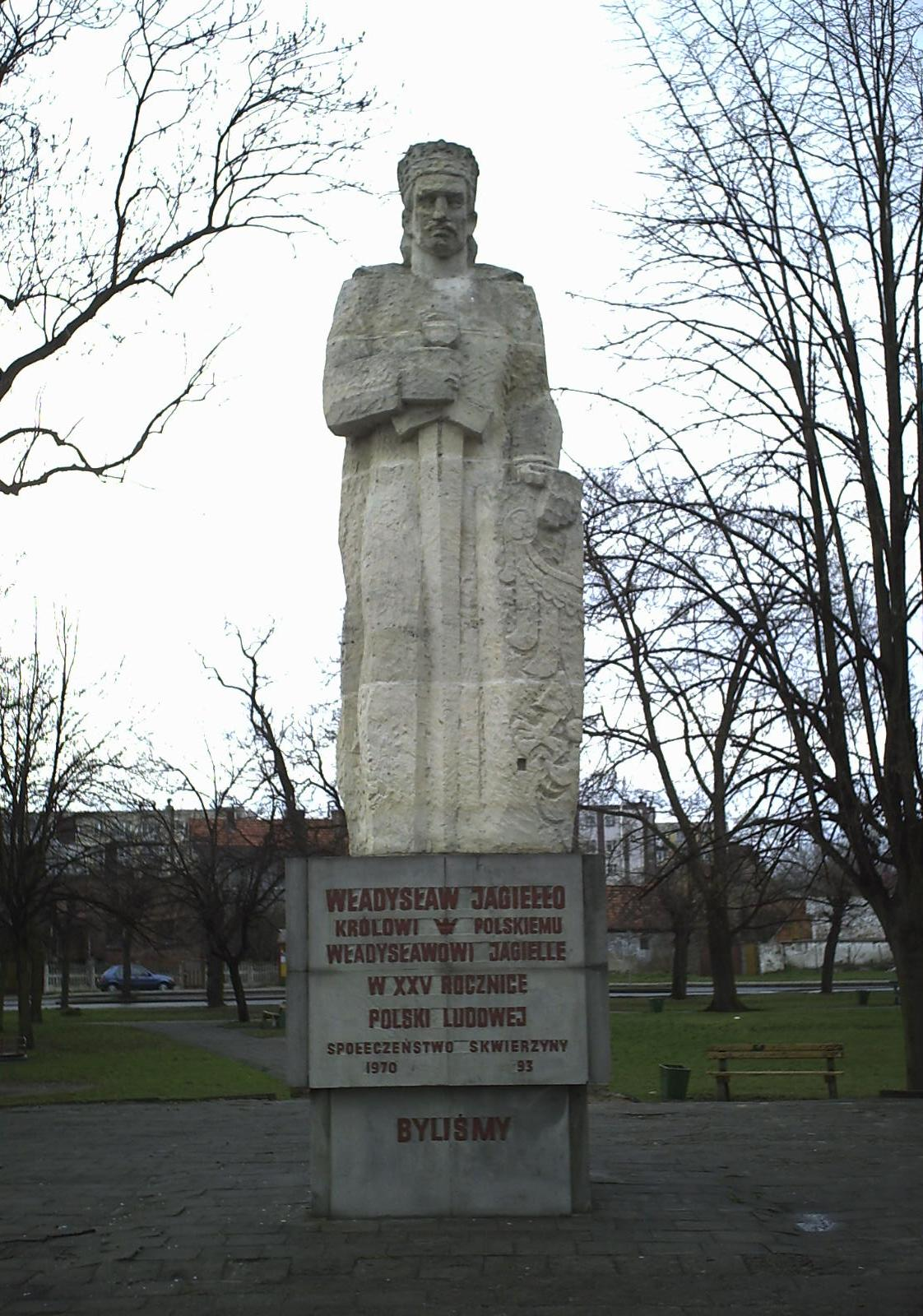
Pomnik Władysława Jagiełły.
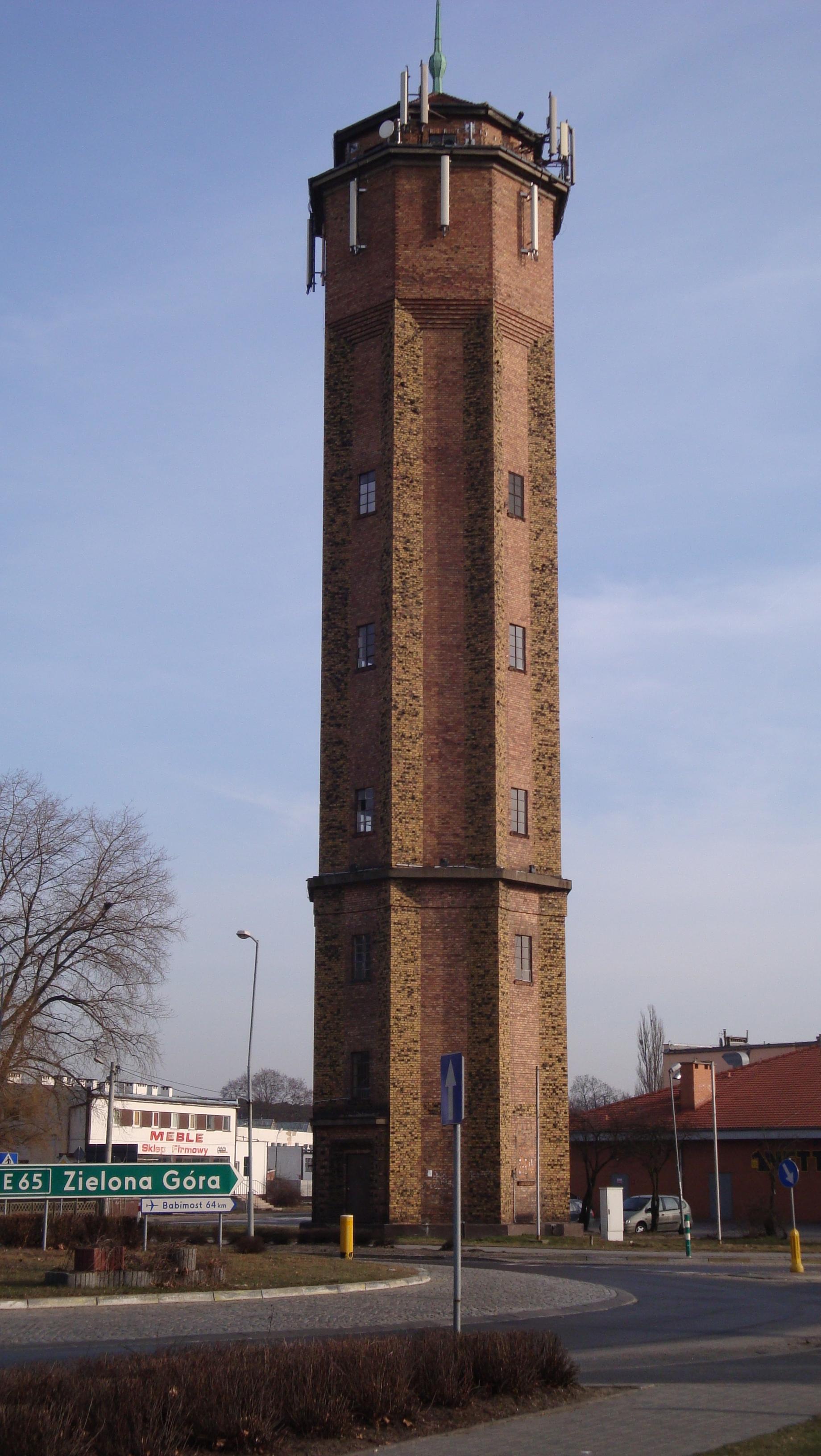
Wieża ciśnień.
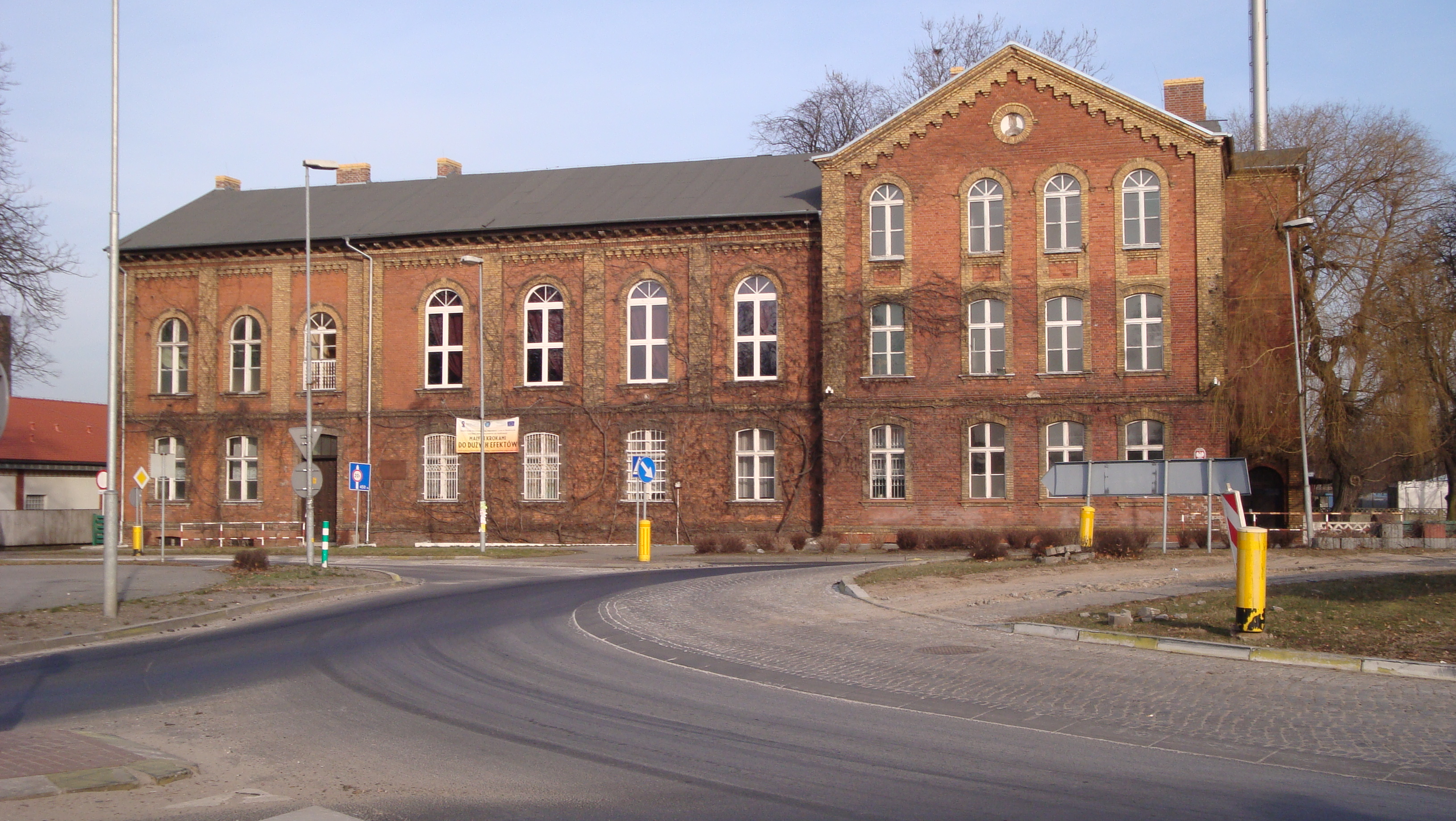
Budynek Zespołu Szkół Technicznych.